# Simon Eder
Simon Eder (Zell am See, 23 febbraio 1983) è un biatleta austriaco.
È figlio di Alfred, a sua volta biatleta di alto livello.

## Biografia
In Coppa del Mondo ha esordito il 18 gennaio 2003 a Ruhpolding (non conclude), ha ottenuto il primo podio il 16 dicembre 2007 a Pokljuka (3°) e la prima vittoria il 29 marzo 2009 a Chanty-Mansijsk.
In carriera ha preso parte a quattro edizioni dei Giochi olimpici invernali, Vancouver 2010 (6° nell'individuale, 6° nella sprint, 4° nell'inseguimento, 25° nella partenza in linea, 2° nella staffetta), Soči 2014 (4° nell'individuale, 7° nella sprint, 8° nell'inseguimento, 16° nella partenza in linea, 3° nella staffetta), Pyeongchang 2018 (28º nella sprint, 14º nell'inseguimento, 11º nell'individuale, 14º nella partenza in linea, 4º nella staffetta, 10º nella staffetta mista) e Pechino 2022 (18º nella sprint, 37º nell'inseguimento, 20º nell'individuale, 7º nella partenza in linea, 10º nella staffetta, 10º nella staffetta mista), e a quindici dei Campionati mondiali, vincendo cinque medaglie.

## Palmarès

### Olimpiadi
- 2 medaglie:
  - 1 argento (staffetta[2] a Vancouver 2010)
  - 1 bronzo (staffetta a Soči 2014)

### Mondiali
- 5 medaglie:
  - 2 argenti (staffetta[2] a Pyeongchang 2009; staffetta mista[2] a Pokljuka 2021)
  - 3 bronzi (individuale[2] a Oslo Holmenkollen 2016; partenza in linea[2], staffetta[2] a Hochfilzen 2017)

### Mondiali juniores
- 2 medaglie:
  - 1 oro (individuale a Val Ridanna 2002)
  - 1 bronzo (sprint ad Alta Moriana 2004)

### Coppa del Mondo
- Miglior piazzamento in classifica generale: 5º nel 2014 e nel 2016
- 41 podi (18 individuali, 23 a squadre), oltre a quelli conquistati in sede olimpica e iridata e validi anche ai fini della Coppa del Mondo:
  - 7 vittorie (3 individuali, 4 a squadre)
  - 17 secondi posti (9 individuali, 8 a squadre)
  - 17 terzi posti (6 individuali, 11 a squadre)

#### Coppa del Mondo - vittorie
| Data             | Località          | Nazione   | Spec.                                                               |
| ---------------- | ----------------- | --------- | ------------------------------------------------------------------- |
| 29 marzo 2009    | Chanty-Mansijsk   | Russia    | MS                                                                  |
| 13 dicembre 2009 | Hochfilzen        | Austria   | RL (con Daniel Mesotitsch, Dominik Landertinger e Christoph Sumann) |
| 9 gennaio 2014   | Ruhpolding        | Germania  | RL (con Christoph Sumann, Daniel Mesotitsch e Dominik Landertinger) |
| 22 marzo 2014    | Oslo Holmenkollen | Norvegia  | PU                                                                  |
| 9 gennaio 2016   | Ruhpolding        | Germania  | PU                                                                  |
| 11 marzo 2017    | Kontiolahti       | Finlandia | SMX (con Lisa Theresa Hauser)                                       |
| 26 novembre 2017 | Östersund         | Svezia    | SMX (con Lisa Theresa Hauser)                                       |

Legenda:

PU = inseguimento

MS = partenza in linea

RL = staffetta

SMX = staffetta mista individuale

### Campionati austriaci
- 17 medaglie[3]:
  - 10 ori (12,5 km a inseguimento nel 2007; 20 km, 20 km skiroll nel 2008; individuale skiroll nel 2010; 12,5 km a inseguimento, 20 km skiroll nel 2011; 20 km skiroll nel 2012; staffetta nel 2013; 20 km skiroll, staffetta nel 2015)
  - 4 argenti (20 km skiroll nel 2006; 10 km sprint nel 2007; 12,5 km a inseguimento nel 2009; 20 km individuale nel 2014)
  - 3 bronzi (20 km skiroll nel 2007; 10 km sprint nel 2009; 10 km sprint nel 2011)